# シャービック
シャービックは、ハウス食品が製作、販売する商品。86ｇ入った、希望小売価格は税別250円。100均などでは、シャーベックに比べて量は少ないもののプチシャービックがあり43g、希望小売価格は税別100円。味は、イチゴ味とメロン味がある。

## 作り方（1袋で作るとき）[2]
1. シャービックの袋の中身を容器に入れる。
2. シャービックが入った容器の中に、水や牛乳、ヨーグルトを少しずつ入れながら混ぜる。
3. 型（種類は問いません）に入れる。
4. 冷凍庫に、2~3時間入れて凍らせる。

⚠注意　
- 冷蔵庫についている、製氷機を使わないでください。
- 形や大きさによって、時間を変えてください。
- 出来上がり方によって、食感や味が変わることがあります。

## 原材料名[3][4]
砂糖、ホエイパウダー、クリーミングパウダー、ブドウ糖、食塩、着色料（イチゴ：赤ビート、紅花黄　メロン：紅花黄、くちなし）、甘味料(スクラロース、甘草)、香料（一部に乳製品）

## 類似商品
- クッキングゼリー
- プリンエル
- プリンミクス
- ゼリエース
- フルーチェ